# Bagno w Korzonku
Bagno w Korzonku este o arie protejată (sit de importanță comunitară — SCI) din Polonia întinsă pe o suprafață de 12,21 ha, integral pe uscat.

## Localizare
Centrul sitului Bagno w Korzonku este situat la coordonatele 50°42′17″N 18°56′36″E / 50.7046°N 18.9432°E.

## Înființare
Situl Bagno w Korzonku a fost declarat sit de importanță comunitară în octombrie 2009 pentru a proteja un număr necunoscut de specii din flora spontană și fauna sălbatică aflate în arealul zonei.

## Biodiversitate
Situată în ecoregiunea continentală, aria protejată conține 2 habitate naturale: Mlaștini turboase de tranziție și turbării mișcătoare, Mlaștini împădurite.
La baza desemnării sitului se află un număr nedeclarat de specii protejate.